# Copa Gran Bretaña 1945
En 1945 la Federación Costarricense de Fútbol organizó la edición 17 de los torneos de Copa de Costa Rica, con el nombre de Copa Gran Bretaña (segundo torneo de copa organizado bajo este nombre). El Herediano obtuvo el campeonato de copa por cuarta ocasión.
Por segundo año consecutivo la Federación Nacional de Fútbol abre el Torneo de Copa Gran Bretaña en el Estadio Nacional con la participación de los clubes de primeras divisiones y Unión Deportiva de Moravia, monarca de segundas fuerzas, con el mismo esquema de competición que el anterior en donde el primero de cada grupo se clasifica a la final del certamen.
Grupo A: Alajuelense, Gimnástica Española, La Libertad, Cartaginés.
Grupo B: Herediano, Orión, Universidad de Costa Rica, Moravia.
El conjunto Alajuelense no pudo revalidar el título de copa al caer en semifinales contra La Libertad. En la final el Herediano se impuso ante La Libertad con un marcador de 3-2.
El goleador del certamen fue Fernando Solano de la Universidad con 7 tantos.

## Grupo A
| 6 de mayo de 1945 | Gimnástica Española               | 2:4 | Alajuelense                    | Estadio Nacional, San José |                         |
|                   | Gonzalo Fernández Guillermo Durán |     | Mario Riggioni 2 José Retana 2 | Árbitro(s): Adolfo Ruiz    | Árbitro(s): Adolfo Ruiz |

| 13 de mayo de 1945 | Cartaginés | 0:2 | La Libertad                   | Estadio Nacional, San José |  |
|                    |            |     | Gonzalo Muñoz César Hernández |                            |  |

| 20 de mayo de 1945 | Gimnástica Española | 1:6 | La Libertad                                   | Estadio Nacional, San José |  |
|                    | Guido Soto          |     | Farina César Hernández 2 Mena Gonzalo Muñoz 2 |                            |  |

| 27 de mayo de 1945 | Cartaginés                  | 2:3 | Alajuelense                           | Estadio Nacional, San José |  |
|                    | José Granados Marco A. Mora |     | José Rojas Ulises Alpízar Óscar Morux |                            |  |

| 3 de junio de 1945 | Cartaginés | 2:4 | Gimnástica Española                    | Estadio Nacional, San José |  |
|                    |            |     | Pablo Durán Gonzalo Fernández Campos 2 |                            |  |

| 10 de junio de 1945 | Alajuelense                | 2:3 | La Libertad                   | Estadio Nacional, San José |  |
|                     | Mario Riggioni José Retana |     | Alejandro Calvo Chente Farina |                            |  |

## Grupo B
| 13 de mayo de 1945 | Herediano                   | 3:2 | Universidad de Costa Rica    | Estadio Nacional, San José |  |
|                    | Vásquez Aníbal Varela Gómez |     | Fernando Solano Alfredo Ruiz |                            |  |

| 20 de mayo de 1945 | Universidad de Costa Rica                                       | 9:3 | Moravia                        | Estadio Nacional, San José |  |
|                    | Fernando Solano 5 Guillermo Flores Alfredo Ruiz Rodrigo Leiva 2 |     | Pizotillo Quirós Fernando Soto |                            |  |

| 27 de mayo de 1945 | Orión                                                     | 7:3 | Herediano                   | Estadio Nacional, San José |  |
|                    | Amador 3 Miguel Zeledón Alfredo Piedra 2 Walker Rodríguez |     | Édgar Murillo 2 Carlos Soto |                            |  |

| 3 de junio de 1945 | Moravia | 3:7 | Herediano | Estadio Nacional, San José |  |

| 10 de junio de 1945 | Universidad de Costa Rica          | 3:3 | Orión                                          | Estadio Nacional, San José |                          |
|                     | Guillermo Flores 2 Fernando Solano |     | Alfredo Piedra Miguel Zeledón Walker Rodríguez | Árbitro(s): Juan Navarro   | Árbitro(s): Juan Navarro |

| 17 de junio de 1945 | Orión          | 1:1 | Moravia   | Estadio Nacional, San José |                          |
|                     | Ignacio García |     | Pizotillo | Árbitro(s): Juan Navarro   | Árbitro(s): Juan Navarro |

| Desempate; 24 de junio de 1945 | Herediano                           | 3:0 | Orión | Estadio Nacional, San José |  |
|                                | Aníbal Varela Édgar Murillo Vásquez |     |       |                            |  |

## Final
| 8 de julio de 1945 | La Libertad            | 2:3 | Herediano                      | Estadio Nacional, San José |                          |
|                    | Gonzalo Muñoz González |     | Luciano Campos 2 Aníbal Varela | Árbitro(s): Juan Navarro   | Árbitro(s): Juan Navarro |

|           |
| Herediano |
|           |
| 4° título |

| Predecesor: Torneo de Copa 1944 | Torneo de Copa de Costa Rica 1945 | Sucesor: Torneo de Copa 1945 |